# 給和平一個機會
给和平一个机会（Give Peace a Chance）是一首反战歌曲，由约翰·列侬（列侬–麦卡特尼）创作，曾在加拿大魁北克省蒙特利尔与小野洋子合作演出。1969年7月由苹果唱片塑胶小野乐队作为单曲发行，这是列侬发行的第一张个人創作的单曲。它在告示牌百强单曲榜上排名第14位，在英國單曲排行榜上排名第2位。 